# Yuanyang (Honghe)
Yuanyang léase Yuán-Yang (en chino: 元阳县; pinyin:Yuányáng xiàn) es un condado bajo la administración directa de la prefectura autónoma de Honghe. Se ubica en las riberas del río Rojo, al sur de la provincia de Yunnan, al sur de la República Popular China. 
Es muy conocido por sus espectaculares arrozales en terrazas. En el territorio de este condado se encuentra el Paisaje cultural de los arrozales en terrazas de los hani de Honghe, 45.º lugar Patrimonio de la Humanidad en China.

## Vista general
Abarca una superficie de 2.200 km² y tiene una población de aproximadamente 365.000 habitantes (2002), de los cuales el 88% pertenecen a minorías étnicas y el 95% se dedican a la agricultura. La mayoría de los habitantes del condado son de la etnia hani. El PIB del condado de Yuanyang en 2002 fue de 630 millones de yuanes. La sede administrativa del condado es la ciudad de Nansha (o "Nueva Yuanyang") en el valle río abajo a una altitud de 240 metros. Está situada a 12 km al noreste de la anterior sede administrativa, Xinjie (es decir, "Vieja Yuanyang" o sólo "Yuanyang") con la que está conectada a través de 27 km de zigzagueante carretera de montaña. Al sur de la Vieja Yuanyang, la ciudad de Panzhihua se encuentra cerca de lo alto de otro valle principal de terrazas de arroz. Hay un total de 928 asentamientos en el condado de Yuanyang, 826 de ellos están habitados por solo un único grupo étnico.
La ciudad de Vieja Yuanyang es un asentamiento de la minoría hani en lo alto del borde de una cordillera de los Ailao con una elevación de alrededor de 1.570 metros. Es un destino popular entre los fotógrafos debido a las vastas zonas de las montañas cercanas que han sido cultivadas como arrozales en terrazas durante al menos mil trescientos años por el pueblo hani. A pesar de la deslumbrante belleza paisajística y sus coloridad minorías locales, el turismo no se ha desarrollado en esta región, principakmente debido a su remota ubicación, falta de un aeropuerto cercano, y hasta hace bastante poco, relativa inaccesibilidad debido a las malas condiciones de las carreteras.
Las zonas con terrazas de interés para los visitantes se encuentran principalmente entre los mil y los dos mil metros sobre el nivel del mar. Las temperaturas invernales aquí, aunque nunca llegan a la helada, son tales que sólo permiten una cosecha de arroz al año. Después de la cosecha, desde mediados de septiembre hasta mediados de noviembre, dependiendo de la altitud, las terrazas se llenan de agua hasta abril, cuando comienza la plantanción.
La vasta mayoría de las mujeres de las minorías étnicas en el condado de Yuanyang aún visten ropas tradicionales como atuendo cotidiano. El principal grupo étnico son los hani, quienes comparten la región con otras minorías como los yi y los miao. Los días de mercado en los pueblos tienden a ser muy coloridos cuando los diferentes grupos étnicos de la región, cada uno con su vestimenta tradicional, se reúnen para comerciar y socializar.

## Geografía

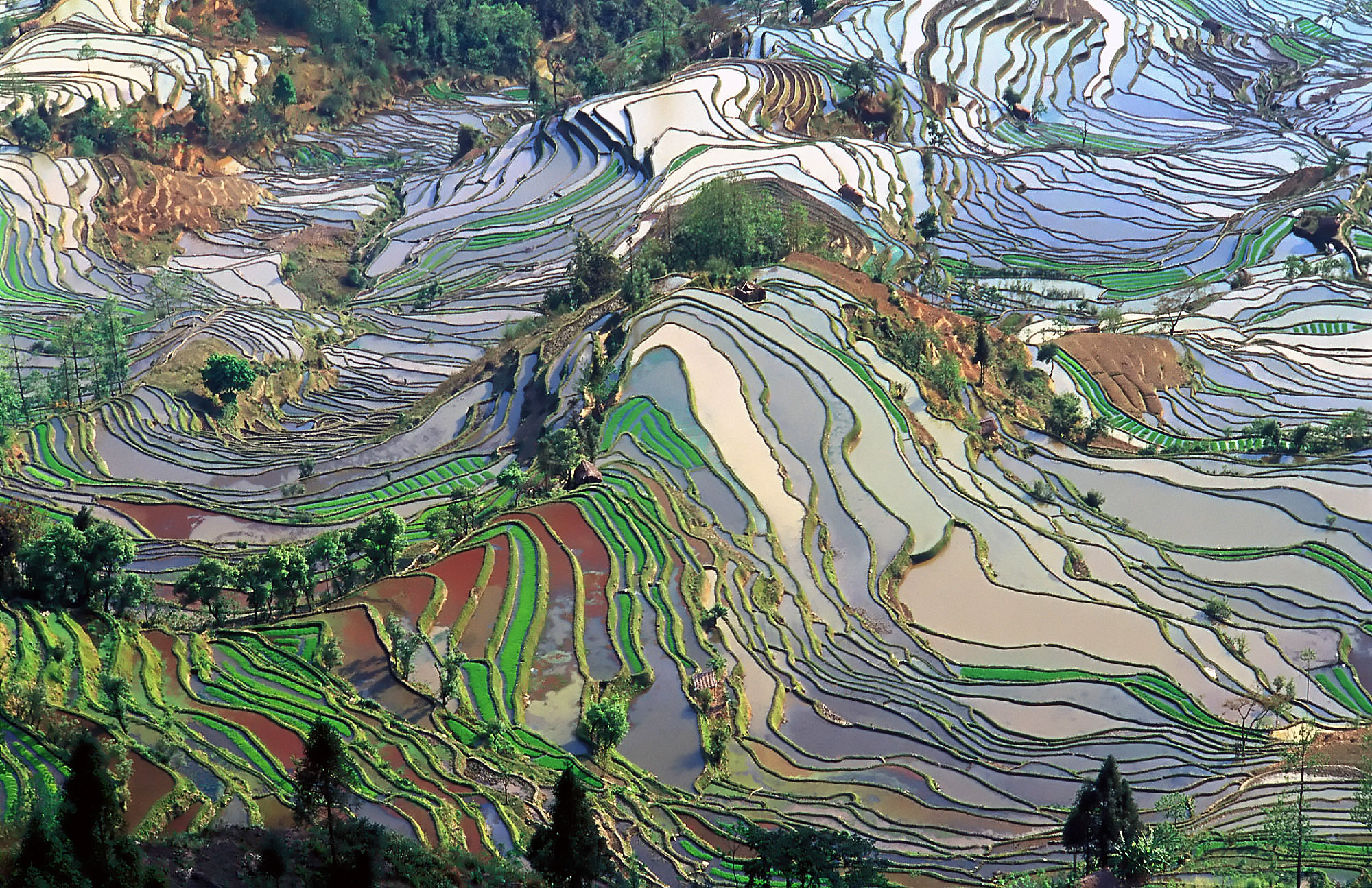
Forma abstracta de un arrozal en terraza en el condado de Yuanyang.

El condado de Yuanyang queda a una altitud que va desde los 140 m s. n. m. a lo largo del río Rojo hasta casi 3.000 metros en las montañas Ailao y se ubica alrededor de 50 km al norte de la frontera con Vietnam.
El clima del condado de Yuanyang es principalmente monzón subtropical central con veranos húmedos e inviernos secos. Las temperaturas medias van de los 26 °C abajo, en el valle del río Rojo, hasta los 4 °C en las partes altas de las montañas.
Las ciudades grandes al oeste de Yuanyang son Shiping y Yuanjiang. Gejiu es la ciudad más grande al noreste y también la capital de la prefectura de Honghe. 70 km directamente al norte de Yuanyang queda Jianshui, una pequeña ciudad con interesantes monumentos. Unas pocas horas al sudeste de Yuanyang está Luchun, otro gran asentamiento de la minoría hani que se ha convertido en una ciudad grande.
Debido a la construcción reciente de una autopista, la Vieja Yuanyang puede alcanzarse ahora en alrededor de siete horas a través de autobús directo desde la capital de Yunnan, Kunming, situada 300 km al norte del condado, un viaje que hace sólo unos pocos años, llevaría 10 horas o más. Los autobuses también conectan Yuanyang con la ciudad de Hekou y el paso fronterizo con Vietnam (6 horas).

## Patrimonio de la Humanidad
En el año 2013 el paisaje cultural de los arrozales en terrazas de los hani de Honghe se incluyó dentro de la lista del Patrimonio de la Humanidad por la UNESCO. Se extiende por 16.603 hectáreas, con otras 29.501 hectáreas de la zona de protección. Las terrazas ocupan en cascada las laderas de las montañas Ailao hasta las orillas del río Rojo.
Durante mil trescientos años, los hani han desarrollado este complejo sistema de canales para llevar agua desde lo alto de las montañas hasta las terrazas. También han creado una forma de agricultura integrada con animales como búfalos, ganado, patos, pescado y anguila y apoyan la producción de la variedad de arroz de color rojo, que es el principal producto que se cosecha.
Los pueblos en los que viven tienen una típica arquitectura en forma de "campiñón" con techo de paja. El resultado es un tipo de cultivo que integra al pueblo en el medio ambiente.

## Galería

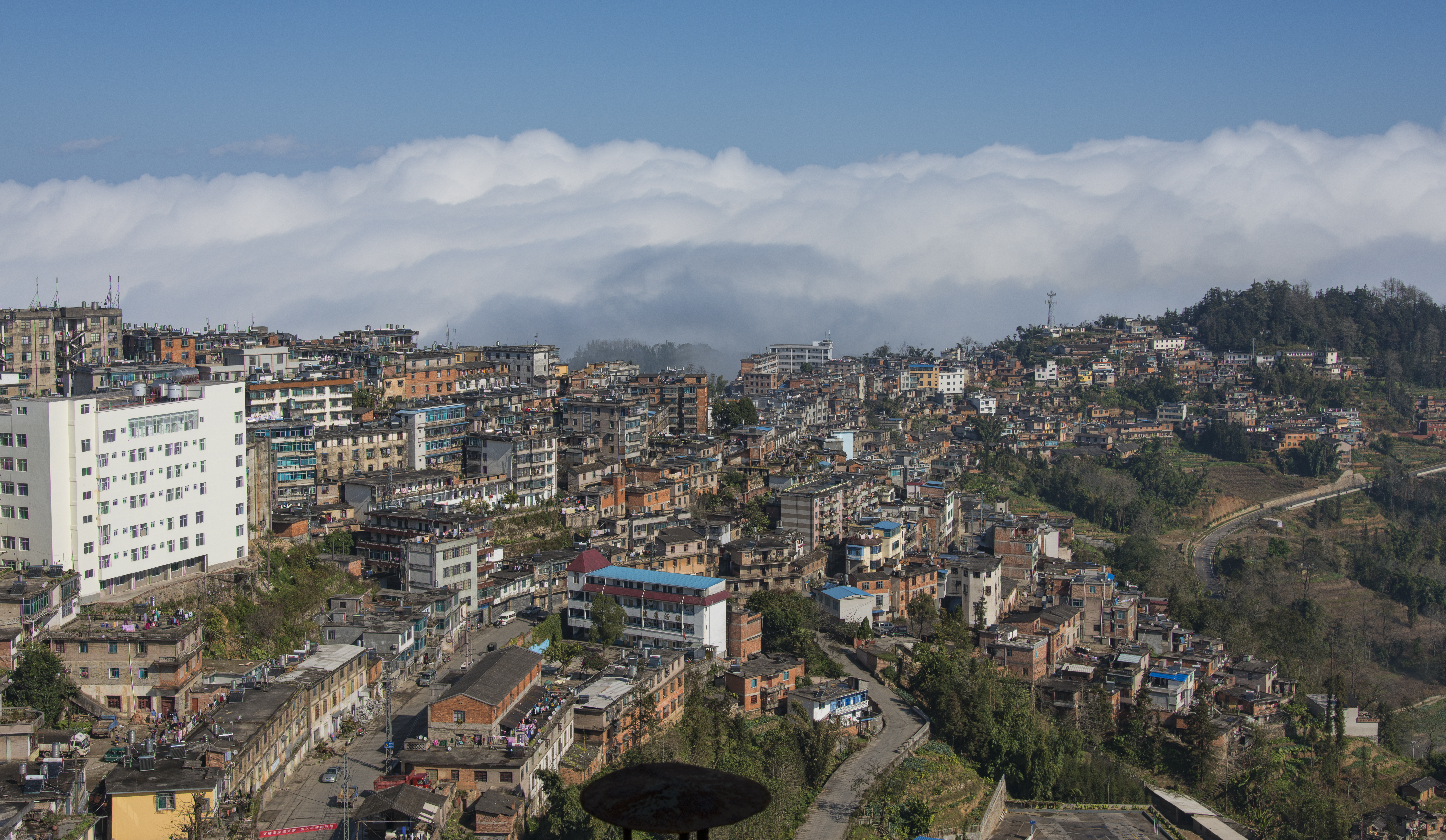
Parte de la Vieja Yuanyang
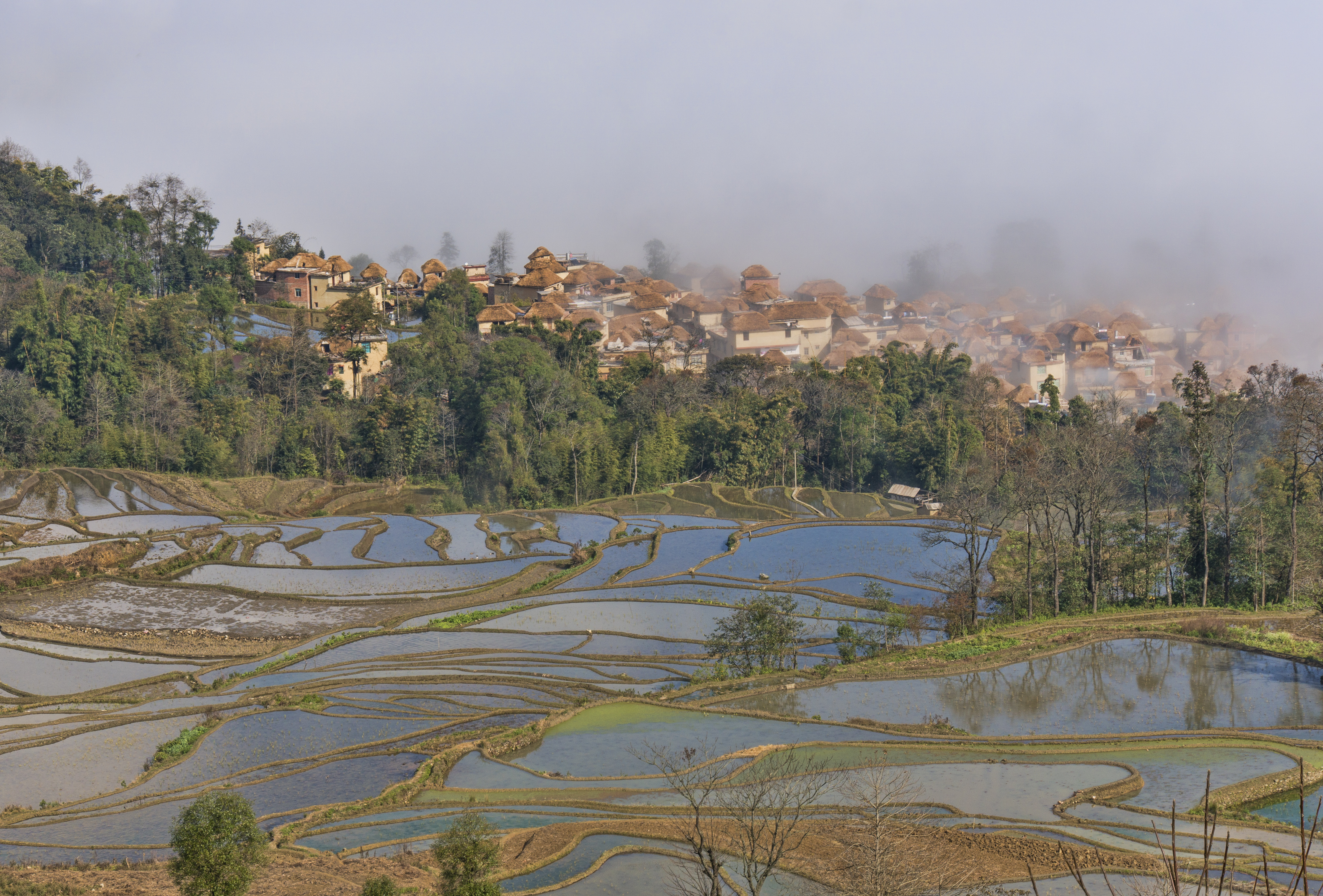
Niebla sobre Qingkou
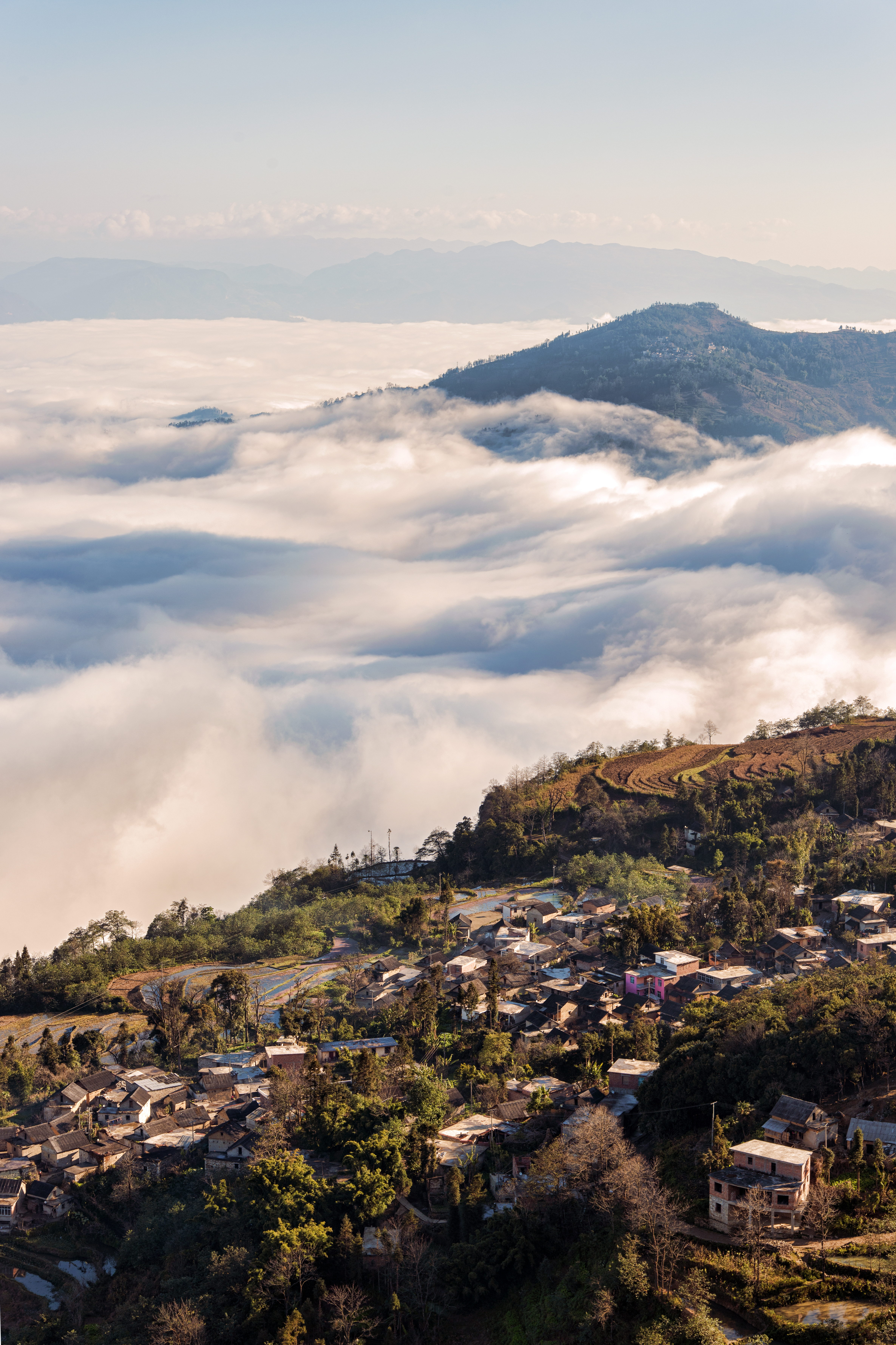
Mar de nubes rodeando Paozhuzhai
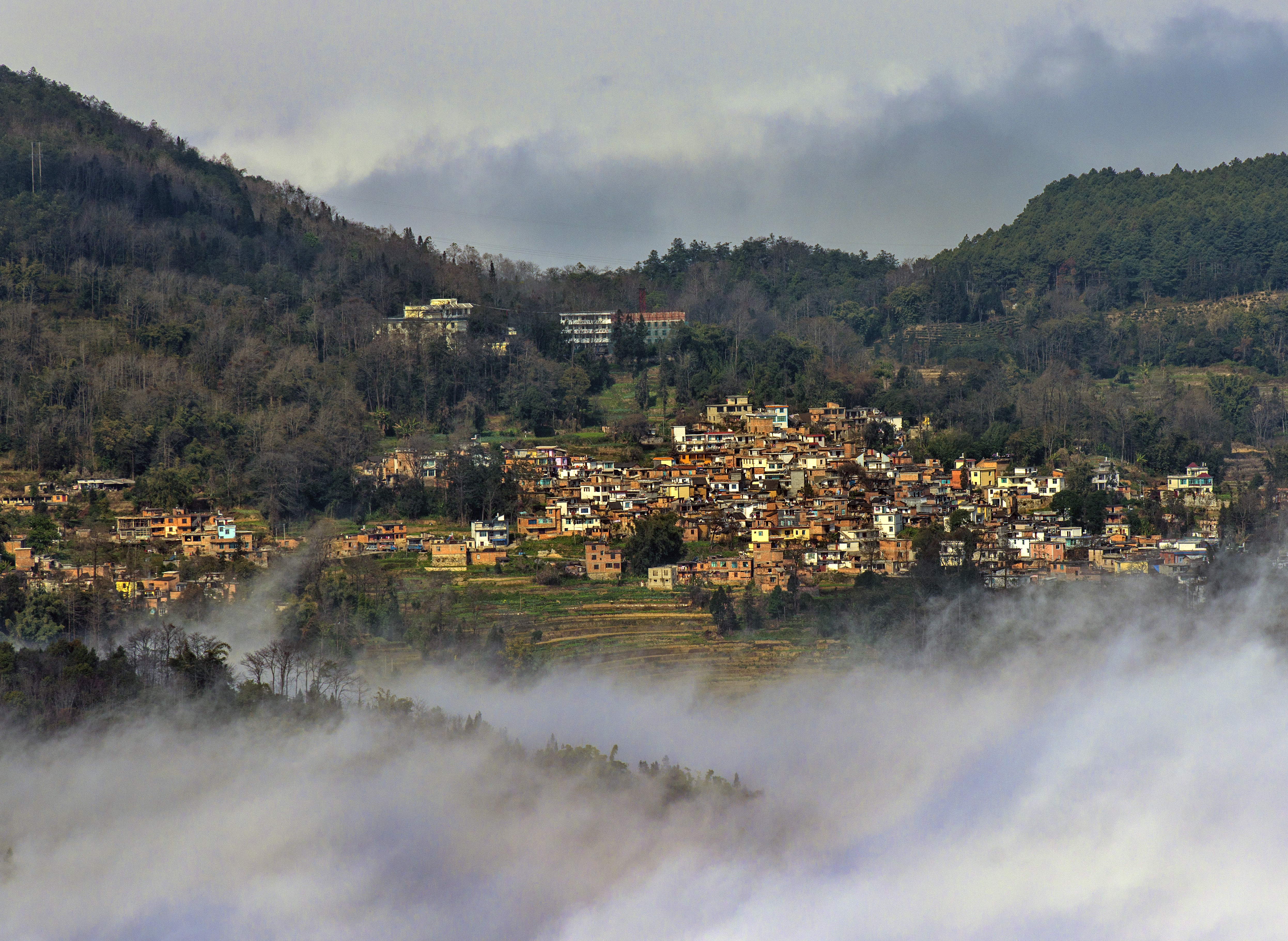
Un pueblo visto desde Bada
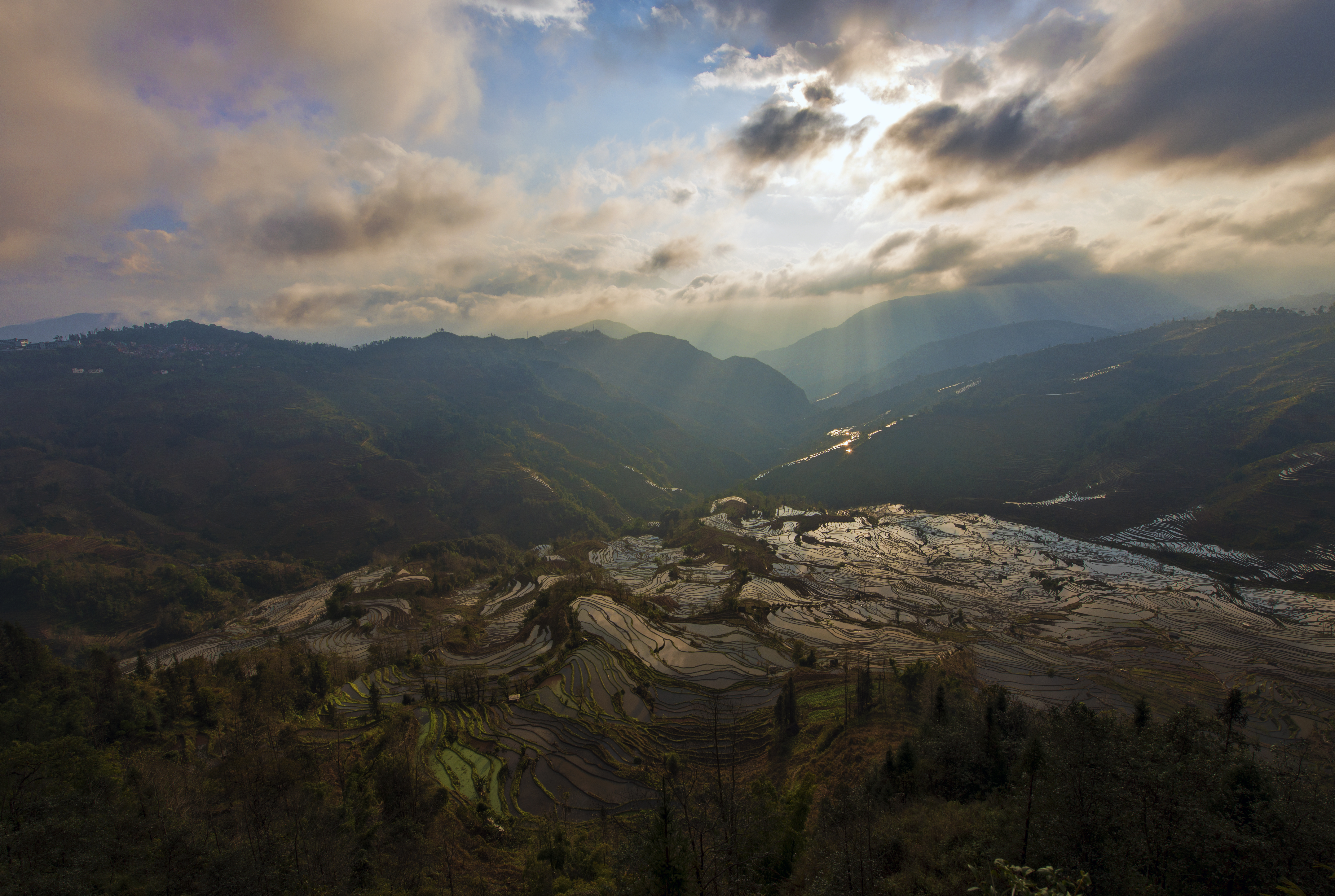
Atardecer en Laohuzui
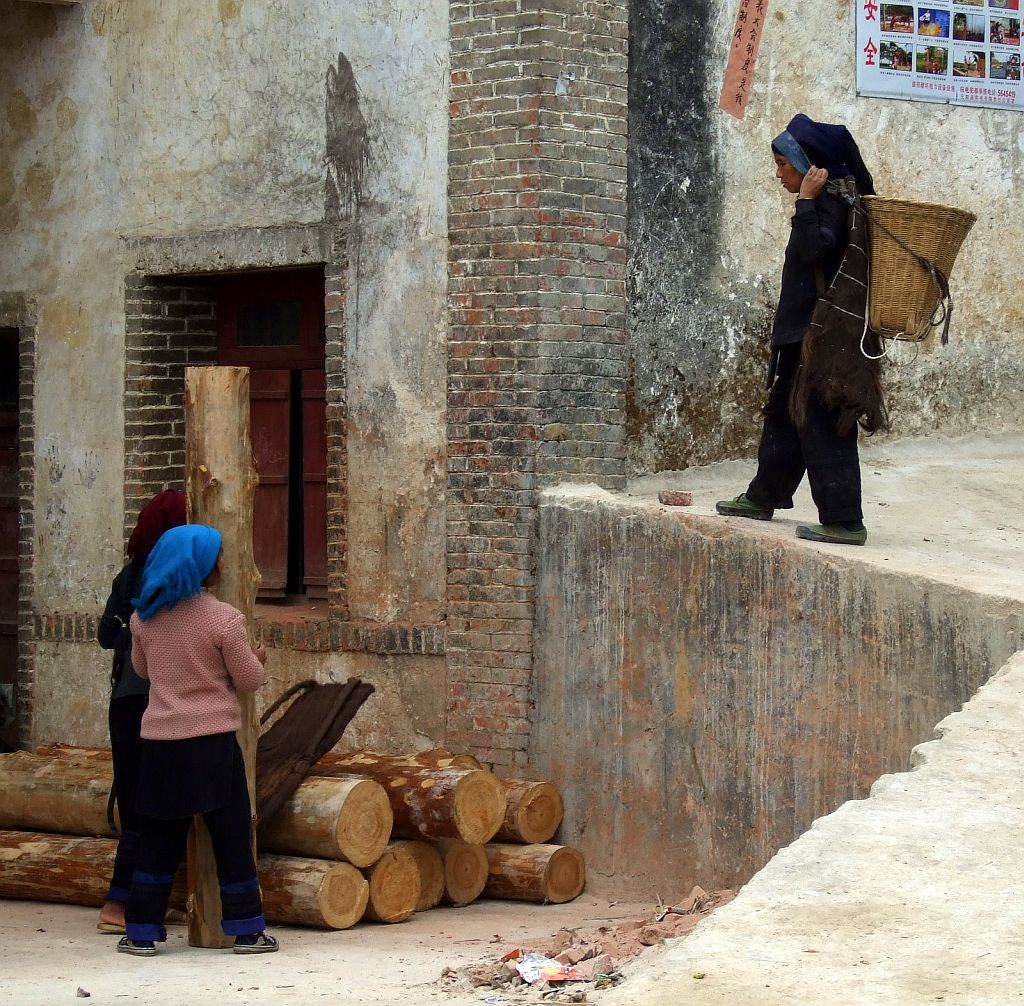
Mujeres hani del condado de Yuanyang
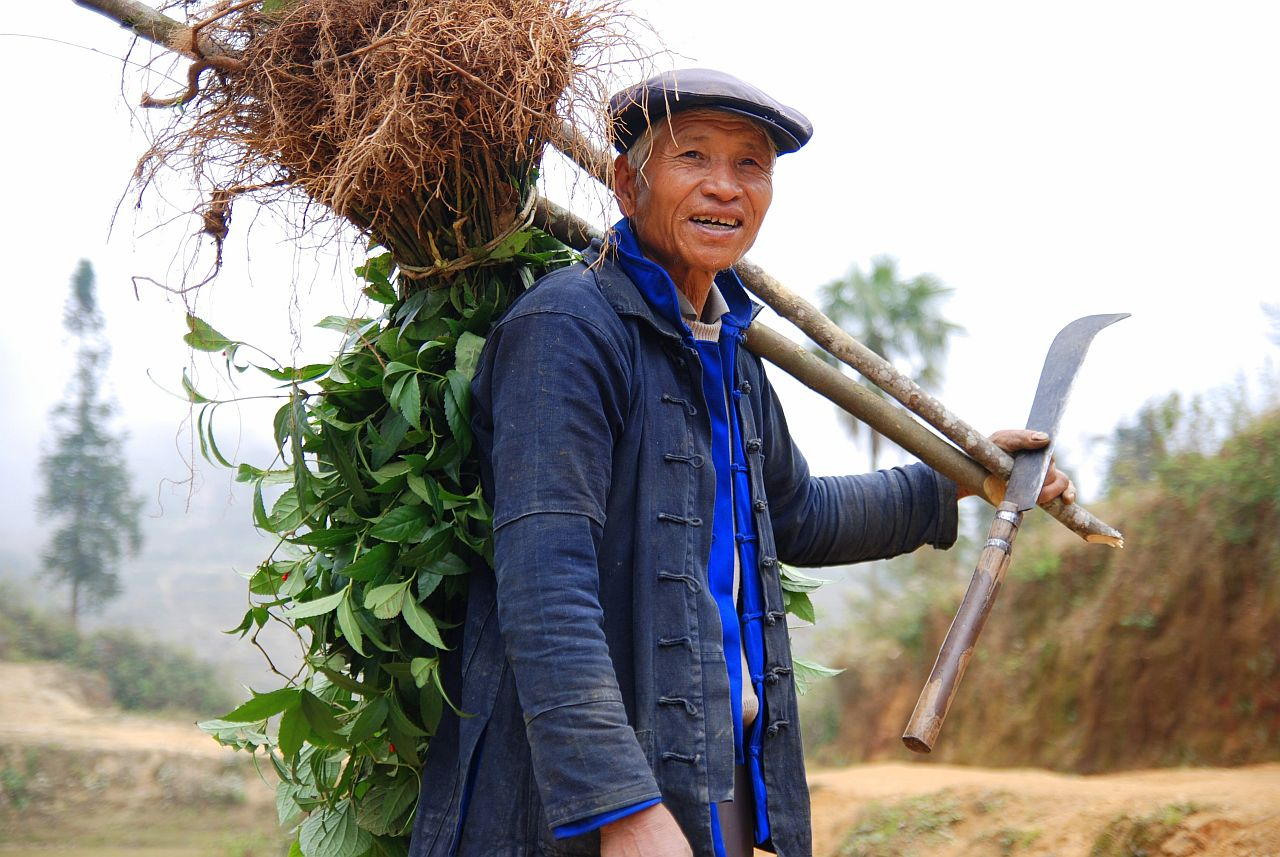
Granjero hani de vuelta a casa
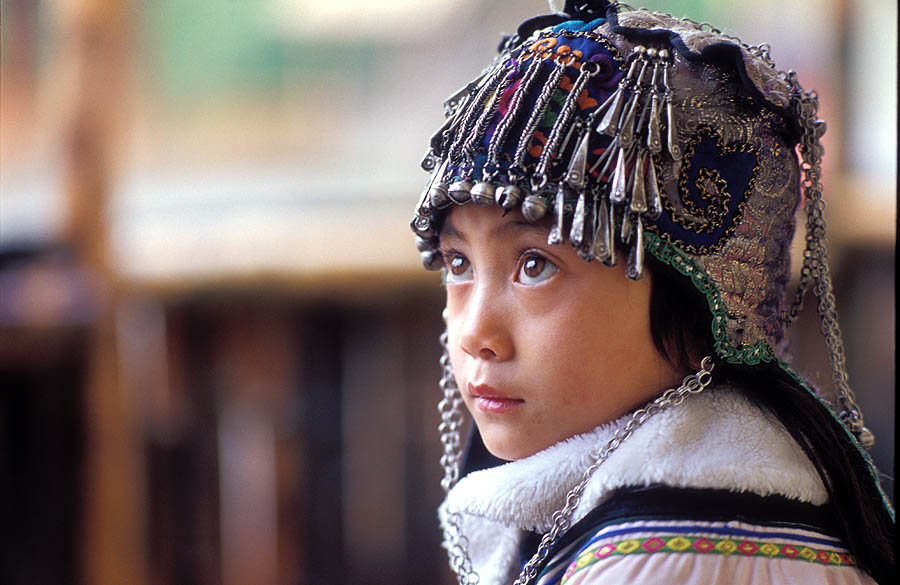
Una muchacha hani con el típico tocado de los niños

## Para saber más
- 云南省元阳县志编纂委员会编纂 (La comisión de compilación del condado de Yuanyang, provincia de Yunnan) (1990) 元阳县志 / (Anales del condado de Yuanyang) Guizhou min zu chu ban she, Guiyang Shi, ISBN 7-5412-0059-X; una historia del condado de Yuanyang (en chino)